# Farsi (Insel)
Farsi (persisch جزیره فارسی, DMG ǧazīre-ye Fārsī) ist eine iranische Insel in der Provinz Buschehr im Persischen Golf.
Es gab auf der 3 m hohen Insel eine Marine-Basis und die Insel ist reich an Öl und Gasvorkommen. Farsi ist Standort eines Leuchtturms.